# 高内
高内（たかうち）は、富山県富山市の町名である。大沢野町役場(現大沢野行政サービスセンター)が所在していた。
地名は、富山藩時代に市瀬村の高安某によって名付けられた。

## 概要
町域を国道41号が縦貫している。交通の利便が良かったことから高内地区大規模工業集積地が立地している。また、旧大沢野町の中心市街地となっている。
水を得にくい段丘上の集落であるが、降水量の多さと疎水の存在から稲作が可能である。減反政策以降は水田から畑や果樹園に転向されることも増えている。

## 地理
神通川右岸に広がる低位の河岸段丘である大沢野台地上にある。

## 歴史
近世以前は新川郡宮川郷、富山藩に所属。1867年（慶応3年）に大沢野村の山本六助らが率先して、大沢野原野の払下げを受け開拓した。1868年（明治元年）の大沢野用水の試流を機に移住者が増加し、1870年（明治3年）に富山藩の政策で移住者300戸が高内ほか8ヶ所に分住して開拓に当たった。戸数は1874年（明治7年）は16戸であったが、1887年（明治20年）には29戸に増加している。
1889年（明治22年）の町村制施行を機に大沢野村の所属となった。1915年（大正4年）までは大字高内村と称していた。1927年（昭和2年）には村役場が耕地整理組合と共有で新築されて以降、大沢野町の町政の中心となった。2005年（平成17年）に富山市の大字となり、現在に至る。

## 施設
- 大沢野町行政サービスセンター
- 富山市立大沢野小学校

## 交通
地鉄バスの笹津線で大沢野小学校前バス停で下車。

## 参考出典
『富山県の地名』平凡社